# Ceratopogon communis
Ceratopogon communis är en tvåvingeart som beskrevs av Johann Wilhelm Meigen 1804. Ceratopogon communis ingår i släktet Ceratopogon och familjen svidknott. Inga underarter finns listade i Catalogue of Life.